# ブラザー☆ビート
『ブラザー☆ビート』は、2005年10月13日から12月22日までTBS系列で、毎週木曜日21:00 - 21:54（JST）に放送された日本のテレビドラマ。主演は田中美佐子。

## 概要
母親と3人のイケメン息子達の間にある家族の絆、それぞれの家族の職場や恋愛などを端的に描いた作品。
このドラマは、同局で1995年に放送された『セカンド・チャンス』と、脚本家やプロデューサーが共通しており（ただし、ディレクター陣は一新されている。）、それを意識した設定や演出がある。田中美佐子と赤井英和が夫婦役（『セカンド・チャンス』では再婚相手）であること、田中美佐子が演じる人物は、本作では“桜井春恵”で、『セカンド・チャンス』では“藤井春子”、赤井英和が演じる人物は、本作では“桜井勤”で、『セカンド・チャンス』では“野田勤”であり、名前にも若干の関連性がうかがえる。また、母親1人で3人息子（達也、陸、純平）を育てるという設定、春恵（春子）がスーパーマーケットで働いているという設定も『セカンド・チャンス』と同じである。また、TBSでは、本作の放送が開始される前に『セカンド・チャンス』の再放送が行われた。
本作での春江は、生瀬勝久が演じる野口秀貴と再婚する展開が考えられていたが、生瀬のスケジュールの都合で、野口は第6話で大阪への転勤という形で本編から姿を消している。本作終了の翌年、日本テレビ系列で放送されたドラマ『14才の母』で、田中と生瀬は主演の志田未来の両親役で共演している。

## キャスト
桜井家
- 桜井春恵〈45〉 - 田中美佐子
- 桜井達也〈24〉 - 玉山鉄二（幼少時代：泉澤祐希）
- 桜井陸〈22〉 - 速水もこみち（幼少時代：広田亮平）
- 桜井純平〈20〉 - 中尾明慶
- 桜井勤（春恵の亡くなった夫） - 赤井英和

田村家
- 田村知里〈22〉 - 国仲涼子
- 田村圭（知里の弟） - 石黒英雄
- 田村房子（知里の母） - 上村香子
- 田村昭吾（知里の父） - 角野卓造

春恵の勤めるスーパー
- 野口秀貴〈46〉（店長） - 生瀬勝久（6話まで）
- 磯崎（新店長） - 岡本信人（7話から）

その他
- 吉原理絵（第1話）・亜紀（第1話・第4話・第8話。第1話は写真のみ） - 岡本綾
- 久遠（くどう）アイ〈22〉（陸の元カノ） - 浅見れいな
- 森村（アイの交際相手） - 長谷川朝晴
- 相沢みゆき - 岩佐真悠子
- 相沢みゆきの父 - 矢島健一
- 山口課長（達也の会社の上司） - 金田明夫
- 東 - 坪田秀雄
- 吉井 - 水嶋ヒロ
- 塚原沙織 - 大友みなみ
- 戸田由美子 - 竹内都子
- 野村恵 - 山下裕子
- 西原恭子 - みやなおこ
- ケイコ - 松田一沙

## スタッフ
- 脚本 - 小松江里子
- 演出 - 竹之下寛次、加藤新、武藤淳
- プロデューサー - 伊藤一尋
- 制作 - TBSテレビ
- 製作著作 - TBS

## 主題歌
- 主題歌：Def Tech 「Broken Hearts」
- テーマソング：Def Tech 「My Way」

## 挿入歌
- Def Tech 「Emergency」、「Canción de la expansión」、「Power in da Musiq ~Understanding」、「Future Child」、「KONOMAMA Def Tech reintroducing RIZE」、「High Oh Life」

## 放送日程
| 各話                                                       | 放送日         | サブタイトル       | 演出       | 視聴率 |
| ---------------------------------------------------------- | -------------- | ------------------ | ---------- | ------ |
| 第1話                                                      | 2005年10月13日 | 長男の逆玉見合い   | 竹之下寛次 | 14.6%  |
| 第2話                                                      | 2005年10月20日 | 次男のホストNo.1   | 竹之下寛次 | 13.8%  |
| 第3話                                                      | 2005年10月27日 | 三男の甘い誘惑     | 加藤新     | 14.1%  |
| 第4話                                                      | 2005年11月03日 | TOKYO恋物語        | 加藤新     | 15.3%  |
| 第5話                                                      | 2005年11月10日 | トゥルーラブ       | 武藤淳     | 14.1%  |
| 第6話                                                      | 2005年11月17日 | 15年目のプロポーズ | 竹之下寛次 | 12.5%  |
| 第7話                                                      | 2005年11月24日 | オレの子供です     | 竹之下寛次 | 12.1%  |
| 第8話                                                      | 2005年12月01日 | 元カノVS今カノ     | 加藤新     | 13.4%  |
| 第9話                                                      | 2005年12月08日 | 親父の背中         | 武藤淳     | 12.6%  |
| 第10話                                                     | 2005年12月15日 | 長男の嫁           | 加藤新     | 15.1%  |
| 最終話                                                     | 2005年12月22日 | 兄貴の結婚式       | 竹之下寛次 | 11.2%  |
| 平均視聴率 13.5%（視聴率は関東地区・ビデオリサーチ社調べ） |                |                    |            |        |